# Haardtrand – Annaberg
Das Naturschutzgebiet Haardtrand – Annaberg liegt im Landkreis Südliche Weinstraße in Rheinland-Pfalz. Das etwa 26 ha große Gebiet, das im Jahr 1991 unter Naturschutz gestellt wurde, erstreckt sich zwischen der Ortsgemeinde Burrweiler im Norden und der Ortsgemeinde Gleisweiler im Süden. Unweit östlich verläuft die Landesstraße 507.